# Esteban Grimalt
Esteban Mauricio Grimalt Fuster (Santiago, 9 de enero de 1991) es un jugador chileno de voleibol de playa.
Su primer logro internacional fue una medalla de oro en el Circuito Sudamericano de Viña del Mar 2009, Actualmente tiene 23 oros Sudamericanos y múltiples de plata y bronce. Logró su primera clasificación para los Juegos Olímpicos de Río de Janeiro 2016 junto con su primo Marco Grimalt, logrando después también clasificar a Tokio 2020 y París 2024. 
Obtuvo también medalla de oro en los Juegos Panamericanos de 2019.Y Bronce en los Juegos Panamericanos Santiago 2023.
Actualmente se encuentra número 12 del Ranking Mundial de Voleibol Playa.

## Carrera
Sus inicios en el voleibol, comenzaron en el colegio Instituto Linares, con el gran formador Don Juan Arroyo Núñez (Marianista), quien junto con la familia Grimalt Fuster, motivaron e incentivaron a Esteban a practicar este deporte, que posteriormente traería tanto éxitos y reconocimientos a nivel personal, para su ciudad Linares, y Chile.
Esteban Grimalt viene jugando con su primo Marco Grimalt desde 2011. Su primer entrenador fue su tío Rodrigo Grimalt, finalista de la Copa del Mundo 1997. Actualmente su Entrenador es Paulo Moreira.
Los primos Grimalt formaron parte por primera vez en un torneo de la FIVB en el Open Brasilia 2011. El mismo año jugaron en Åland y en La Haya. En 2012 se presentaron nuevamente en Brasilia. En 2013 alcanzaron cierto éxito en Continental Tour. En el Abierto de Fuzhou finalizando en Shanghái y su primer Grand Slam en la ciudad de Corrientes. En el Campeonato Mundial de Vóley Playa de 2013 en Stare Jabłonki ganaron un partido de tres disputados. El siguiente Grand Slam en Gstaad y Sao Paulo. En 2014 consiguió más victorias en el Continental Tour. En el Abierto de Puerto Vallarta terminó quinto y en los Grand Slams de La Haya y Klagenfurt sumó dos novenos puestos. Los primos Grimalt llegaron a la final de los abiertos de Paraná y Mangaung. En 2015 tuvieron éxito en el Open de Fuzhou y en el Grand Slam en San Petersburgo. En el Campeonato Mundial de Vóley Playa de 2015 en los Países Bajos, obtuvieron el tercer lugar en su grupo y en los octavos de final perdieron con la pareja alemana Erdmann/Matysik. Poco después terminó cuarto en los Juegos Panamericanos. En la Gira Mundial tuvo noveno lugar en el Grand Slam en Olsztyn y ocuparon 17 lugar en el Grand Slam en Long Beach.
Junto a su primo Marco, obtuvo el Premio Nacional del Deporte 2022.

## Palmarés
Juegos Panamericanos
- Medalla de oro (1): 2019
- Medalla de bronce (1): 2023

Juegos Suramericanos
- Medalla de oro (1'): 2022
- Medalla de plata (1): 2014
- Medalla de bronce (2): 2010 ; 2018

Juegos Bolivarianos
- Medalla de oro (2): 2012 ; 2013
- Medalla de plata (1): 2017

Torneos del Circuito Mundial de Voleibol Playa
- Medalla de oro (5)
- Medalla de plata (2
- Medalla Bronce (1)

Continental Cup
- Medalla de oro (2): 2016 2024

Torneos del Circuito Sudamericano de Voleibol Playa
- Medalla de oro (24)